# 詹姆斯·班傑明·蘭珀特
詹姆斯·班傑明·蘭珀特（英語：James Benjamin Lampert；1914年4月16日—1978年7月10日）美國陸軍軍官，最高軍銜為陸軍中將。

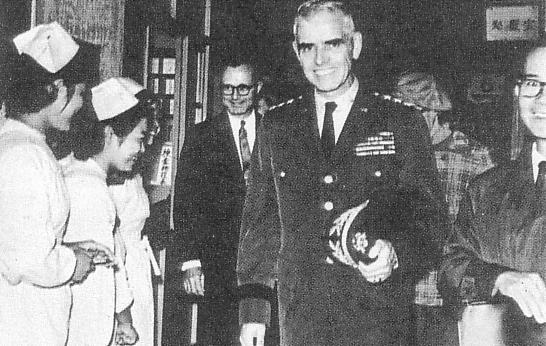
擔任琉球列島高級專員期間視察沖繩國立療養所沖繩愛樂園（1969年）

出生在華盛頓特區。其父是一位陸軍上尉，第一次世界大戰期間，曾參加美國遠征軍前往歐洲作戰，並陣亡於1919年。在父親陣亡之後，其母遷居威斯康辛州，蘭珀特的童年在威斯康辛州度過。
1936年進入西點軍校學習。後來以第36名（總人數276人）的優異成績畢業，任官為少尉。畢業後，加入美軍野戰炮兵隊，不到一年便被調往陆军工兵。他於麻省理工學院學習土木工程專業，並於1939年取得碩士學位。
第二次世界大戰爆發之後，蘭珀特被派往南太平洋的斐濟群島、索羅門群島，任航空工兵營營長。1944年1月，被任命為第14軍（XIV Corps）工兵主任。1945年3月呂宋島戰役期間，參加馬尼拉人民解放軍。戰後，因功獲授銀星勳章、功績勳章和銅星勳章。他參與了研究美國空軍特殊武器的曼哈頓計劃。
1949年至1952年期間，在南卡羅來納州的查尔斯顿和俄克拉荷馬州的塔爾薩擔任工兵管區指揮官。1957年，出席美國國防大學；不久前往越南共和國的首都西貢（今胡志明市），擔任美國軍事援助顧問團（後為美国军事援助越南司令部）的兵站部副部長。歸國後，任國防部工兵統監處的軍事建設指揮官。1963年至1966年，任西點軍校校長。1966年至1968年，任助理國防部高级幫辦。
1969年，被派往琉球列島，擔任高級專員。此時美國已經與日本商議將琉球交給日本，他便協助琉球政府與日本政府，施行政權交接的平穩過渡。1970年，在蘭珀特任內的琉球發生了大規模的「胡差暴動」，5千餘位群眾與琉球的美軍爆發衝突。1972年，琉球主權正式移交日本，改為沖繩縣，蘭珀特離任並退役。退役後，擔任西點軍校校友會理事，並於1978年任校友會會長。同年7月10日，在華盛頓特區沃尔特·里德陆军医院病逝。